# Armenische Nationale Akademie der Wissenschaften

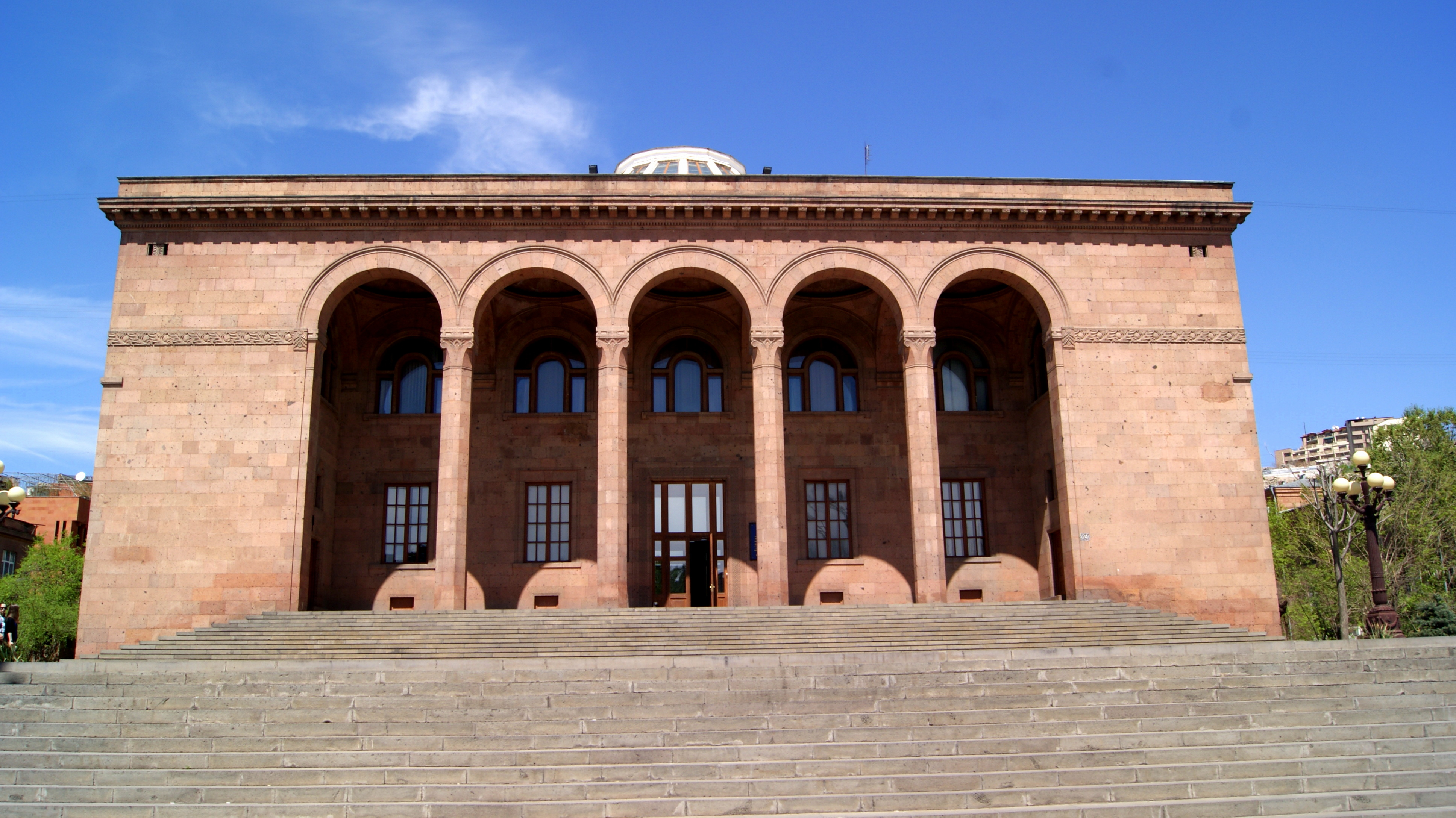
Gebäude der Akademie der Wissenschaften (2017)

Die Armenische Akademie der Wissenschaften (armenisch Հայաստանի Հանրապետության գիտությունների ազգային ակադեմիա) ist jene Hauptkörperschaft der Republik Armenien, die Forschungen durchführt und Tätigkeiten aus den Feldern der Natur- und der Gesellschaftswissenschaften koordiniert. Sie dient auch als nationale Sprachgesellschaft für die armenische Sprache.
Sie wurde am 29. November 1943 in der Armenischen Sozialistischen Sowjetrepublik (Ostarmenien) als Zweig der Akademie der Wissenschaften der UdSSR gegründet. Die zentrale Niederlassung der Akademie der Wissenschaften befindet sich in der Hauptstadt Armeniens, Jerewan, obwohl auch andere Zweige in Gjumri, Sewan, Goris, Wanadsor und Ghapan existieren.
Die Wissenschaftsakademie wurde gegründet von mehreren armenischen Intellektuellen, darunter Joseph Orbeli, Stepan Malchasjanz, Awetik Issahakjan, Iwan Geworgjan und Wiktor Hambardsumjan; Orbeli wurde der erste Präsident der Akademie.
Von 1947 bis 1993 war der Präsident der Wissenschaftsakademie Professor Hambardsumjan, Vollmitglied der Armenischen und der Sowjetakademie der Wissenschaften. Von 1993 bis 2006 war der Präsident der Akademie der Akademiker Fadej Sargsjan. Seit 2006 ist es der Akademiker Radik Martirosjan.
Der Zweig in Aragazotn forscht über die Astronomie am Bjurakan-Observatorium. Ein bekanntes Mitglied der Akademie ist der westarmenische Franzose Raymond Haroutioun Kévorkian, ein Forscher über den Völkermord an den Armeniern.